# Estadio Jalisco
Estadio Jalisco är en fotbollsarena i Guadalajara, Mexiko. Det är den tredje största fotbollsarenan i Mexiko efter Estadio Azteca och Estadio Olímpico Universitario. Arenan har en maxkapacitet på 63.163 åskådare.
Estadio Jalisco var fram tills 2010 hemmaarena för Club Deportivo Guadalajara, en av de äldsta fotbollsklubbarna i Mexiko. Den är dock fortfarande hemmaarena för Club Atlas och Club Universidad de Guadalajara. Ett flertal av fotbollsmatcherna vid olympiska sommarspelen 1968 spelades på Estadio Jalisco. På arenan har även Fotbolls-VM 1970 och 1986 spelats. 
2010 flyttade Guadalajara Chivas efter 50 år på arenan till Estadio Omnilife